# Lista de personagens de Rebelde (telenovela)

Uma fotografia promocional para lançar a primeira temporada da telenovela Rebelde.

A seguir se apresenta a lista de personagens de Rebelde (2004-06), uma telenovela mexicana criada por Pedro Damián, produzida pela Televisa e exibida pelo Canal de Las Estrellas.

## Elenco
Principal
| Intérprete            | Personagem                          | Temporadas    | Temporadas    | Temporadas | Temporadas |
| Intérprete            | Personagem                          | 1 (2004–2005) | 2 (2005–2006) | 3 (2006)   |            |
| --------------------- | ----------------------------------- | ------------- | ------------- | ---------- | ---------- |
| Anahí                 | Mia Colucci Cárceres                | Principal     | Principal     | Principal  |            |
| Dulce María           | Roberta Alexandra Maria Pardo Rey   | Principal     | Principal     | Principal  |            |
| Alfonso Herrera       | Miguel Arango Cervera               | Principal     | Principal     | Principal  |            |
| Christopher Uckermann | Diego Bustamante Dregh              | Principal     | Principal     | Principal  |            |
| Maite Perroni         | Guadalupe "Lupita" Fernández        | Principal     | Principal     | Principal  |            |
| Christian Chávez      | Juan "Giovanni" Méndez López        | Principal     | Principal     | Principal  |            |
| Ninel Conde           | Alma Rey                            | Principal     | Principal     | Principal  |            |
| Juan Ferrara          | Franco Colucci                      | Principal     | Principal     | Principal  |            |
| Enrique Rocha         | León Bustamante                     | Principal     | Principal     | Principal  |            |
| Tony Dalton           | Gastão Diestro                      | Principal     | Principal     | Principal  |            |
| Felipe Nájera         | Pascoal Gandía Pérez                | Principal     | Principal     | Principal  |            |
| Karla Cossío          | Pilar Gandía Rosalez                | Principal     | Principal     | Principal  |            |
| Angelique Boyer       | Victoria "Vick" Paz Millán          | Principal     | Principal     | Principal  |            |
| Estefanía Villarreal  | Celina Ferrer Mitre                 | Principal     | Principal     | Principal  |            |
| Zoraida Gómez         | Josy Luján Landeros                 | Principal     | Principal     | Principal  |            |
| Eddy Vilard           | Teodoro "Téo" Ruiz-Palácios         | Principal     | Principal     | Principal  |            |
| Jack Duarte           | Tomás Goycoléa Kantun               | Principal     | Principal     | Principal  |            |
| Rodrigo Nehme         | Nicolas "Nico" Huber Ayute          | Principal     | Recorrente    | Recorrente |            |
| Leticia Perdigón      | Mayra Fernández                     | Principal     | Principal     | Principal  |            |
| María Fernanda García | Alice Salazar                       | Principal     | Principal     | Principal  |            |
| Patricio Borghetti    | Henrique Madariaga                  | Principal     |               | Recorrente |            |
| Lourdes Canale        | Hilda Acosta                        | Principal     | Principal     | Principal  |            |
| Michel Gurfi          | Joaquim Mascaro                     | Principal     |               |            |            |
| Lisardo Guarinos      | Martin / Otávio Reverte             |               | Principal     | Principal  |            |
| Rafael Inclán         | Guillermo Arregui                   |               | Principal     | Principal  |            |
| Fuzz                  | Sol de la Riva                      |               | Principal     | Principal  |            |
| Diego González        | Rocco Bezaury                       |               | Principal     | Principal  |            |
| Derrick James         | Diego "Santos" Fontes Echagüe       |               | Principal     | Principal  |            |
| Eleazar Gómez         | Francisco Leonardo Blanco Goycoléa  |               | Principal     |            |            |
| Ronald Duarte         | Jacó "Jack" Lizaldi Heidi           | Recorrente    | Principal     | Principal  |            |
| Fernanda Polín        | Raquel Sender Ramos Byron           | Recorrente    | Principal     | Principal  |            |
| Michelle Renaud       | Jaqueline "Jaque" Peneda            |               | Principal     | Principal  |            |
| Viviana Ramos         | Dolores "Lola" Fernández Arregui    |               | Principal     | Principal  |            |
| Allison Lozano        | Bianca Delight Abril                |               | Principal     | Principal  |            |
| Georgina Salgado      | Augusta "Augustina" Lauman Medeiros |               | Principal     | Principal  |            |
| Antonio Sainz         | Isaac Urcola dos Santos/Abrahão     |               | Principal     | Principal  |            |
| Claudia Schmidt       | Sabrina Guzman                      |               | Principal     | Principal  |            |
| Grisel Margarita      | Anita                               |               | Principal     | Principal  |            |

Recorrente
| Intérprete            | Personagem                      | Temporadas    | Temporadas    | Temporadas   | Temporadas |
| Intérprete            | Personagem                      | 1 (2004–2005) | 2 (2005–2006) | 3 (2006)     |            |
| --------------------- | ------------------------------- | ------------- | ------------- | ------------ | ---------- |
| Tiaré Scanda          | Glaucia Rosales de Gandía       | Recorrente    | Recorrente    | Recorrente   |            |
| Pedro Weber           | Peter                           | Recorrente    | Recorrente    | Recorrente   |            |
| Nailea Norvind        | Marina Cárceres                 |               | Recorrente    | Recorrente   |            |
| Nicolas Krinis        | Jacó                            | Recorrente    | Recorrente    | Recorrente   |            |
| Jean Safont           | Ricardo Mendiola                | Recorrente    | Recorrente    | Recorrente   |            |
| Francisco Avendaño    | Gustavo Ruíz                    | Recorrente    | Recorrente    | Recorrente   |            |
| Paola Lavat           | Andréia Ruíz-Palácios           | Recorrente    | Recorrente    | Recorrente   |            |
| Roberto Miranda       | Cosme Méndez                    | Recorrente    | Recorrente    | Recorrente   |            |
| Jorge Ponce           | Jorge Luckirin                  | Recorrente    | Recorrente    | Recorrente   |            |
| Alejandra Peniche     | Damiana Ferreira Mitre          | Recorrente    | Recorrente    | Recorrente   |            |
| Zamorita              | Maurice                         | Recorrente    | Recorrente    | Recorrente   |            |
| Luis Fernando Peña    | Simón                           | Recorrente    | Recorrente    | Recorrente   |            |
| Patsy                 | Alanis                          | Recorrente    | Recorrente    | Recorrente   |            |
| Miguel Priego         | Jacinto                         | Recorrente    | Recorrente    | Recorrente   |            |
| Dobrina Cristeva      | Yolanda "Yuli" Huber Ayute      | Recorrente    | Recorrente    | Recorrente   |            |
| Cynthia Copelli       | Mabel Dregh de Bustamante       | Recorrente    | Participação  | Recorrente   |            |
| Manola Díez           | Josefina "Pepa"                 | Recorrente    |               | Recorrente   |            |
| Patricia Martínez     | Luisa López                     | Recorrente    | Recorrente    | Participação |            |
| Roberto Meza          | Raimundo Fernández              | Recorrente    | Recorrente    | Participação |            |
| Ariane Pellicer       | Nora Goycoléa                   | Recorrente    | Recorrente    |              |            |
| Abraham Stavans       | Joel Huber                      | Recorrente    | Recorrente    |              |            |
| Malillany Marín       | Luz Viviana Olivier             | Recorrente    |               |              |            |
| Miguel Rodarte        | Carlo Colucci                   | Recorrente    |               |              |            |
| Beatriz Shantal       | Paola                           | Recorrente    |               |              |            |
| Liuba de Lasse        | Catarina "Cata"                 | Recorrente    |               |              |            |
| Samantha López        | Julieta Braniff                 | Recorrente    |               |              |            |
| Aitor Iturrioz        | Esteban Nolasco                 | Recorrente    |               |              |            |
| Itzamna Orizaga Sodi  | Iker Quevedo Villalobos         | Recorrente    |               |              |            |
| Ana Bolena            | Belén Menézes Pacheco           | Recorrente    |               |              |            |
| Héctor Gómez          | Hilário Ortiz                   | Recorrente    |               |              |            |
| Sergio García         | Rodrigo Santiestevan            | Recorrente    |               |              |            |
| Alejandro Durán       | Edgar Flores                    | Recorrente    |               |              |            |
| Jessica Salazar       | Valéria Olivier                 | Recorrente    |               |              |            |
| Juan Acosta           | Fagundes Millão                 | Recorrente    |               |              |            |
| Gabriela Ramírez      | Maria de Jesus                  | Recorrente    |               |              |            |
| Carlos Balart         | Donato                          | Recorrente    |               |              |            |
| Julio Camejo          | Mauro                           | Recorrente    |               |              |            |
| Natalia Tellez        | Karen                           | Recorrente    | Participação  |              |            |
| Malisha               | Suzana "Lulu"                   | Recorrente    |               | Recorrente   |            |
| Dylan Obed            | Marcelino                       | Recorrente    |               | Recorrente   |            |
| Xóchitl Vigil         | Rosa Fernández                  | Recorrente    |               | Recorrente   |            |
| Gabriela Bermúdez     | Helena Arango Cervera           | Participação  | Participação  | Participação |            |
| Marisol Santacruz     | Lourdes de la Riva              | Participação  | Participação  | Participação |            |
| Raúl Ochoa            | Alberto de la Riva              | Participação  | Participação  | Participação |            |
| Tessa Ía Norvind      | Dolores "Loly" Arango Cervera   | Participação  | Participação  |              |            |
| Gerardo Klein         | Fernando Ferreira               | Participação  | Participação  |              |            |
| Fernando Morin        | Antônio Pardo                   | Participação  |               | Participação |            |
| Siny                  | Dulce Fernández                 | Participação  |               |              |            |
| Óscar Burgos          | Miguel Arango Saldibar          | Participação  |               |              |            |
| Óscar Burgos Jr.      | Miguel Arango Cervera (criança) | Participação  |               |              |            |
| Grettell Valdéz       | Renata Lizaldi                  |               | Recorrente    | Recorrente   |            |
| Lourdes Reyes         | Júlia Lozano                    |               | Recorrente    | Recorrente   |            |
| Alfonso Iturralde     | Heitor Paz                      |               | Recorrente    | Recorrente   |            |
| Marco Antonio Valdés  | Dante                           |               | Recorrente    | Recorrente   |            |
| Alberto Nuñez         | Gonçalo Miranda                 |               | Recorrente    | Recorrente   |            |
| Rocío Cárdenas        | Fátima Diaz                     |               | Recorrente    | Recorrente   |            |
| Sergio García         | Rodrigo                         |               | Recorrente    | Recorrente   |            |
| Ashley Ericka         | Paula                           |               | Recorrente    | Recorrente   |            |
| Francesca Guillén     | Ana                             |               | Recorrente    | Recorrente   |            |
| Karla Luengas         | Yolonda                         |               | Recorrente    | Recorrente   |            |
| Ernesto Díaz          | Maurício Garza Alebrija         |               | Recorrente    |              |            |
| Jacqueline Voltaire   | Lisette Cantú                   |               | Recorrente    |              |            |
| Mariana Ríos          | Viviana Fernández Arregui       |               | Recorrente    |              |            |
| Salvador Julián       | Carlos Velásquez                |               | Recorrente    |              |            |
| Alejandro Peraza      | Fort                            |               | Recorrente    |              |            |
| Karen Alicia Sandoval | Verônica                        |               | Recorrente    |              |            |
| Florencia de Saracho  | Romina                          |               | Recorrente    |              |            |
| Eugenio Siller        | Luciano                         |               | Participação  | Participação |            |
| Lucero Lander         | Drª Reyes                       |               | Participação  |              |            |
| Agustín Arana         | Dário Contreiras                |               |               | Recorrente   |            |
| Monique Vargas        | Paloma Torres                   |               |               | Recorrente   |            |
| Mike Biaggio          | Xavier Alanis                   |               |               | Recorrente   |            |
| Ernesto Díaz          | Walter                          |               |               | Recorrente   |            |
| Nicolás Krinis        | Jacob                           |               |               | Recorrente   |            |
| Alessandra Pozzo      | Rosana "Roxy"                   |               |               | Recorrente   |            |
| José Blanchet         | Max                             |               |               | Recorrente   |            |
| Hector Norman         | Tato                            |               |               | Recorrente   |            |
| Roxana Martínez       | Milagres                        |               |               | Recorrente   |            |
| Renata Flores         | Artemisa                        |               |               | Recorrente   |            |
| Queta Lavat           | Angélica                        |               |               | Recorrente   |            |
| Rubén Morales         | Tito                            |               |               | Recorrente   |            |
| José Ron              | Enzo                            |               |               | Participação |            |
| César Bono            | Drº Atílio                      |               |               | Participação |            |

Participações especiais
- Adal Ramones (capítulos 126 e 127)[4]
- Ana Sol[4]
- Anaís Salazar (capítulo 129)
- Andrea Legarreta (capítulo 129)
- Camilo Lara (capítulos 122 e 128)
- Eduardo Orozco (capítulo 105)
- Erik Rubín (capítulo 6)
- Estrellas de Sinaloa (capítulo 59)
- Fabian Lavalle como Fabian Lavalle
- Flor Rubio (capítulo 85)
- Gorillaz[4]
- Hilary Duff[4]
- JD Natasha (capítulo 174)[4]
- Juan Calderón Navarro (capítulos 128, 129 e 130)
- Juan José Origel (capítulos 30 e 85)
- Kabah (capítulo 195)
- Kumbia Kings (capítulo 147 - somente no México)[4]
- La Quinta Estación (capítulo 45)[4]
- Lalo Suárez (capítulos 126 e 127)
- Lenny Kravitz (capítulos 126 e 127)[4]
- Lu (capítulo 147 - somente no México)[4]
- M5 (capítulo 177)
- Manolo Fernández (capítulos 126 e 127)
- Mauricio Castillo (capítulos 126 e 127)
- Paola Olivera (capítulo 105)
- Ricardo Montaner[4]
- Rodolfo Carlos
- Tiziano Ferro (capítulo 118)
- Verónica Gallardo (capítulo 85)
- Yordi Rosado (capítulos 126 e 127)

## Personagens principais

### Alunos

#### Mia Colucci Cárceres
- Interpretada por: Anahí

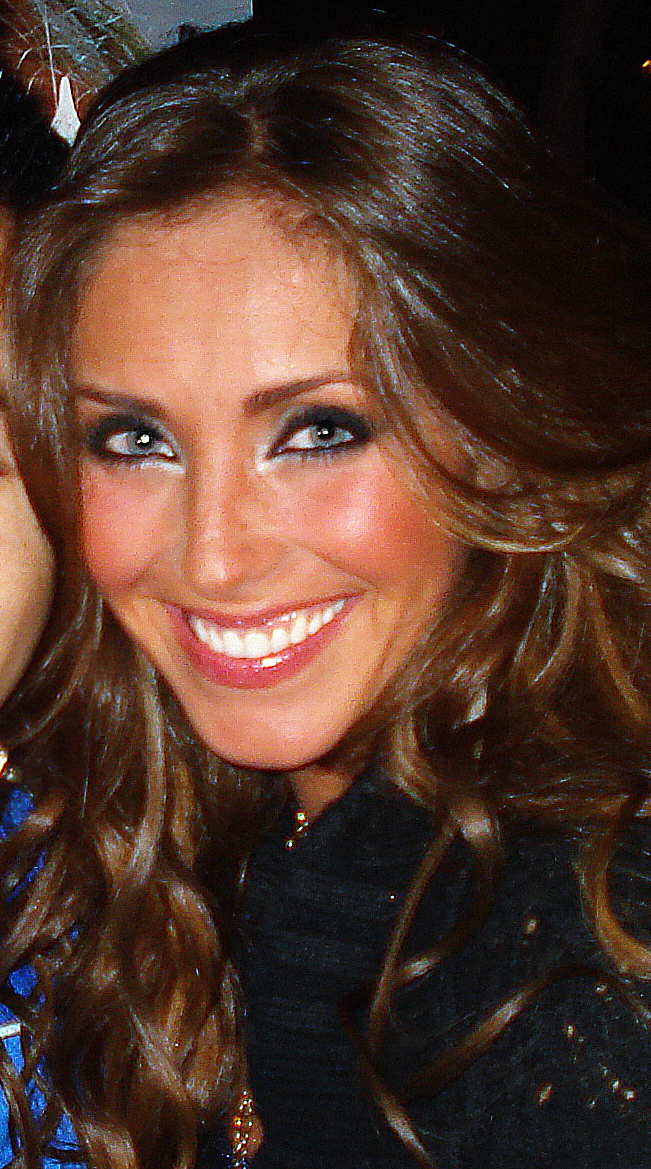
Anahí interpreta Mia Colucci.

Tem 16 anos, é uma autêntica patricinha. Além de muito linda e simpática, Mia chama atenção por todos os lugares e a maioria dos garotos ficam loucos por ela. Detesta o mau gosto e seu principal hobby é transformar meninas "cafonas" e "fora de moda" em verdadeiras estrelas. É filha única de Franco Colucci (Juan Ferrara), um importante e multimilionário empresário no ramo da moda. Franco sempre cumpriu os caprichos da filha, por isso ela acabou se tornando uma adolescente frívola, extremamente vaidosa e egoísta. Desde a infância, Mia estuda no Elite Way School, um colégio interno de muito prestígio e um dos mais caros do país. Lá ela conviveu desde menina com Vico (Angelique Boyer) e Celina (Estefanía Villarreal), as três se tornaram melhores amigas e formaram o "Mia's club", o grupo mais popular do colégio. Ela também é uma grande amiga de Diego Bustamante (Christopher Uckermann), e todos acham que eles seriam o casal perfeito, mas os dois apenas se veem como amigos.
Apesar de sua vida parecer um conto de fadas, Mia sofreu muito com a ausência de sua mãe Marina (Nailea Norvind), que aparentemente morreu quando ela era bebê. Seu pai, tentando poupar seu sofrimento, escondeu dela tudo o que tinha a ver com a mãe, inclusive, Mia sequer sabe como era seu rosto, já que Franco nunca permitiu que ela visse fotos da mãe. Além de acreditar que sua mãe está morta, Mia também nunca teve a atenção necessária do pai, que vive em viagens de negócio e quase não tem tempo para conviver com a filha, por essa razão a internou no Elite Way.
Sua vida muda completamente ao conhecer Miguel Arango (Alfonso Herrera), um aluno bolsista que entrou recentemente em sua turma. Apesar de os dois se apaixonarem a primeira vista, se tratam com ódio, indiferença e agressão. Tudo isso por terem personalidades diferentes e porque tentam mascarar o que sentem um pelo outro. Com o tempo, Mia amadurece e se torna uma mulher forte, mas antes teve que enxergar a realidade ao seu redor e abandonar o castelo de cristal em que sempre viveu.
Após a saída de Celina, passa a integrar a banda RBD junto com Miguel, Roberta (Dulce María), Lupita (Maite Perroni), Diego (Christopher Uckermann) e Giovanni (Christian Chávez).
Mia é prima do personagem Luka Colucci (Franco Masini) da série mexicana Rebelde (2022) da Netflix.

#### Roberta Alexandra Maria Pardo Rey
- Interpretada por: Dulce María

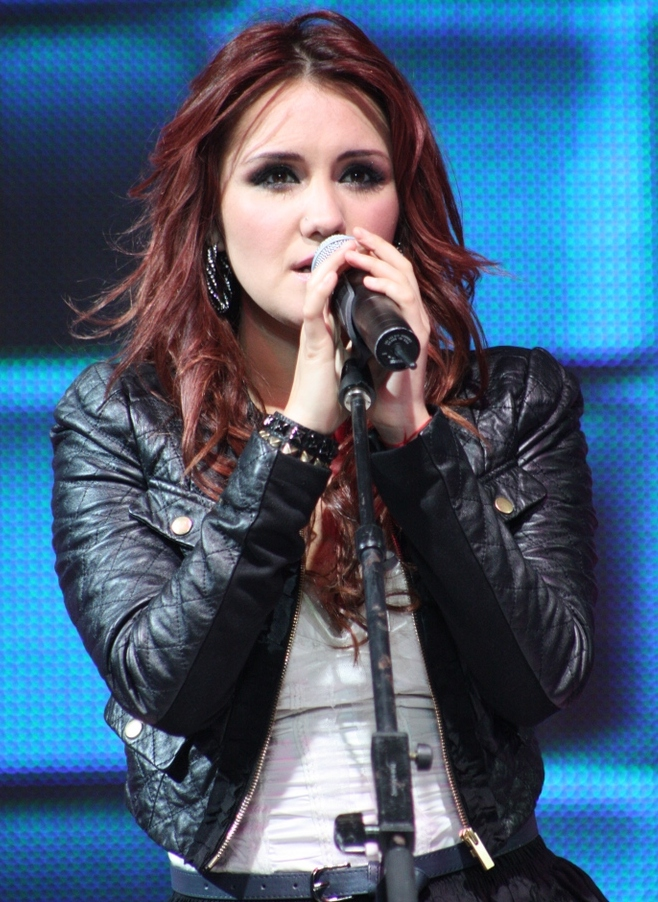
Dulce María interpreta Roberta Pardo.

Tem 16 anos, é rebelde, impulsiva e tem personalidade forte, não descansa até conseguir o que quer. Odeia as injustiças e é uma grande amiga, se arriscando de todas as formas para ajudar aos amigos em qualquer situação. Sempre se destaca, por falar o que pensa de/para qualquer um e também por suas travessuras. É filha única de Alma Rey (Ninel Conde), uma cantora muito famosa. Roberta odeia a profissão da mãe, pois considera que graças a isso, ela é vista como um objeto sexual para os homens, por ser muito atraente e sedutora. Apesar de demonstrar o contrário por viver brigando com ela e a menosprezando, ela ama sua mãe incondicionalmente. Roberta sente um grande desprezo pelo pai Antonio Pardo, já que ele vive longe e nunca demonstrou interesse por ela; ainda mais depois de obrigar que Alma a internasse no Elite Way School sob a ameaça de leva-la a força pra morar com ele em outro país.
Contra sua vontade, Roberta aceita ir ao Elite Way e chegando lá acaba criando uma inimizade com Mia (Anahí) e seu grupo, incluindo Diego (Christopher Uckermann), já que os considera uns hipócritas e "filhinhos de papai" que vivem julgando os outros por sua aparência. Por outro lado se torna grande amiga de Josy Luján (Zoraida Gómez) e Lupita Fernández (Maite Perroni), suas colegas de quarto que também são novas no colégio. Apesar de ter uma personalidade forte, ser bonita e demonstrar ser independente e segura de si, Roberta, no fundo guarda um enorme rancor da mãe sobretudo por ela ser muito bonita e se sentir inferior e horrível ao lado dela. Por isso, apesar da superproteção da mãe, Roberta faz o possível para mante-la o mais longe possível.
No inicio, Roberta odeia Diego porque o considera um mimadinho que usa o poder do seu pai para fazer o que der na telha sem se importar com as consequências, mas com o tempo ela percebe que ele apenas é manipulado pelo pai, mas que no fundo tem um grande coração. Os dois se apaixonam perdidamente e assim como Mia e Miguel, vivem uma relação complicada cheia de brigas e provocações, mas sobretudo com muito romance.

#### Guadalupe "Lupita" Fernández
- Interpretada por: Maite Perroni

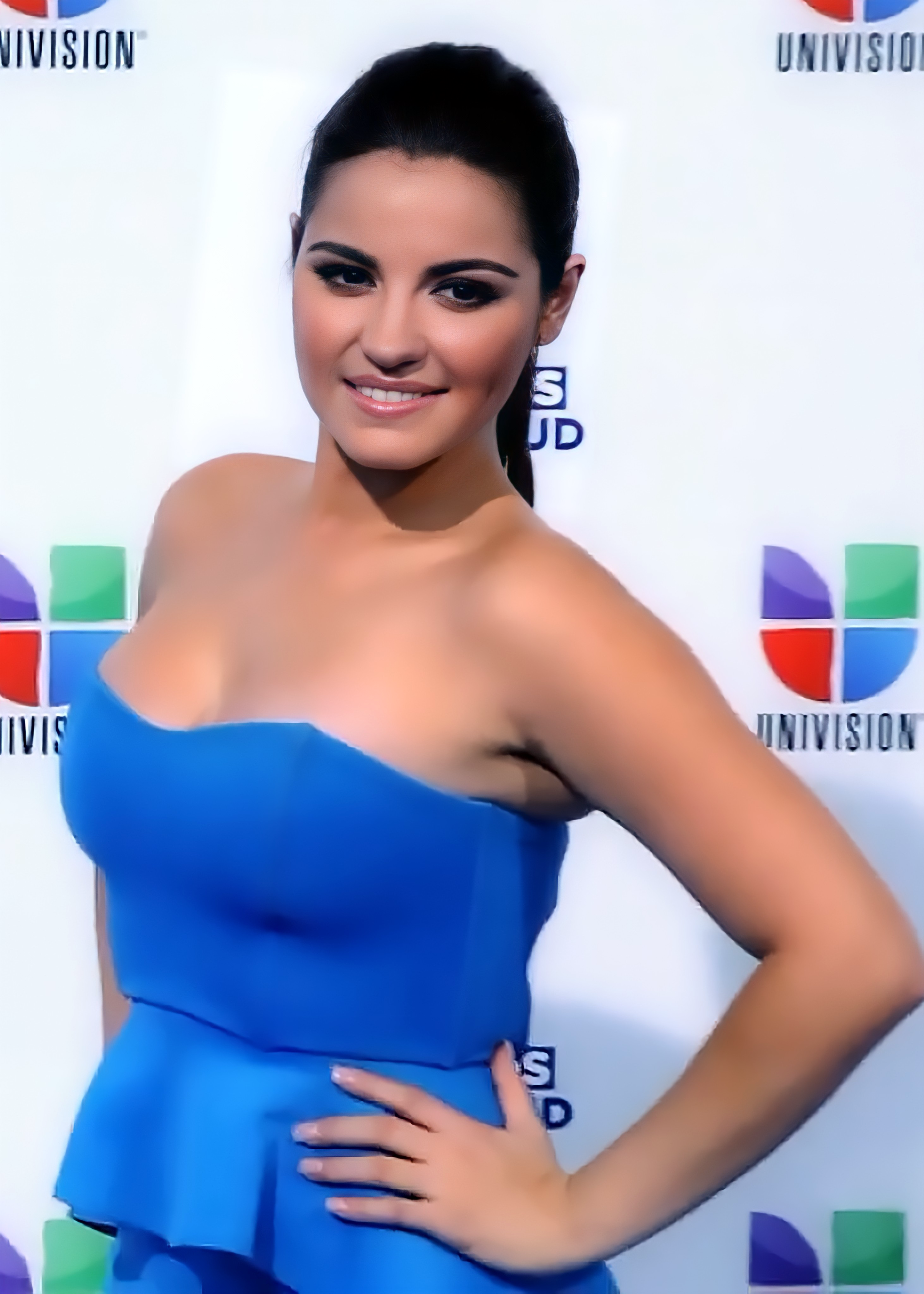
Maite Perroni interpreta Lupita Fernández.

Tem 16 anos, é linda, doce, meiga, tímida e inocente. É extremamente bondosa e acredita que todas as pessoas do mundo tem um lado bom. Vive em um bairro humilde e sonha em ser médica, pois deseja ajudar crianças como sua irmã Dulce, que tem Síndrome de Down. Por isso ela estuda e se esforça muito para conseguir uma bolsa no Elite way School.
Por ser muito aplicada e inteligente, além de conseguir uma bolsa, também se torna uma das melhores alunas do colégio. Desde o nascimento de Dulce, ela foi deixada de lado pela mãe Rosa, que a trata com indiferença e a faz se sentir culpada por ela ter nascido saudável e a irmã não; mas em compensação, sua tia Mayra a criou com todo o carinho que faltou da mãe.
Se torna muito amiga de Mia (Anahí) e Roberta (Dulce María), vivendo "em cima do muro", já que as duas tem uma forte rivalidade, também se torna muito amiga de Josy apesar de no inicio ela não entender a personalidade de Lupita e pensar que ela se faz de coitadinha e que não tem caráter próprio. Se apaixona por Nico (Rodrigo Nehme), um colega de turma que também é bolsista. Mas o amor dos dois é proibido, pois ele é judeu e ela católica, além dele ser noivo de Karen. Depois que Nico vai para Israel, tem romances com garotos como Leonardo (Eleazar Gómez), mas mesmo com a volta de Nico seu coração no final pertenceu a Santos (Derrick James).

#### Miguel Arango Cervera
- Interpretado por: Alfonso Herrera

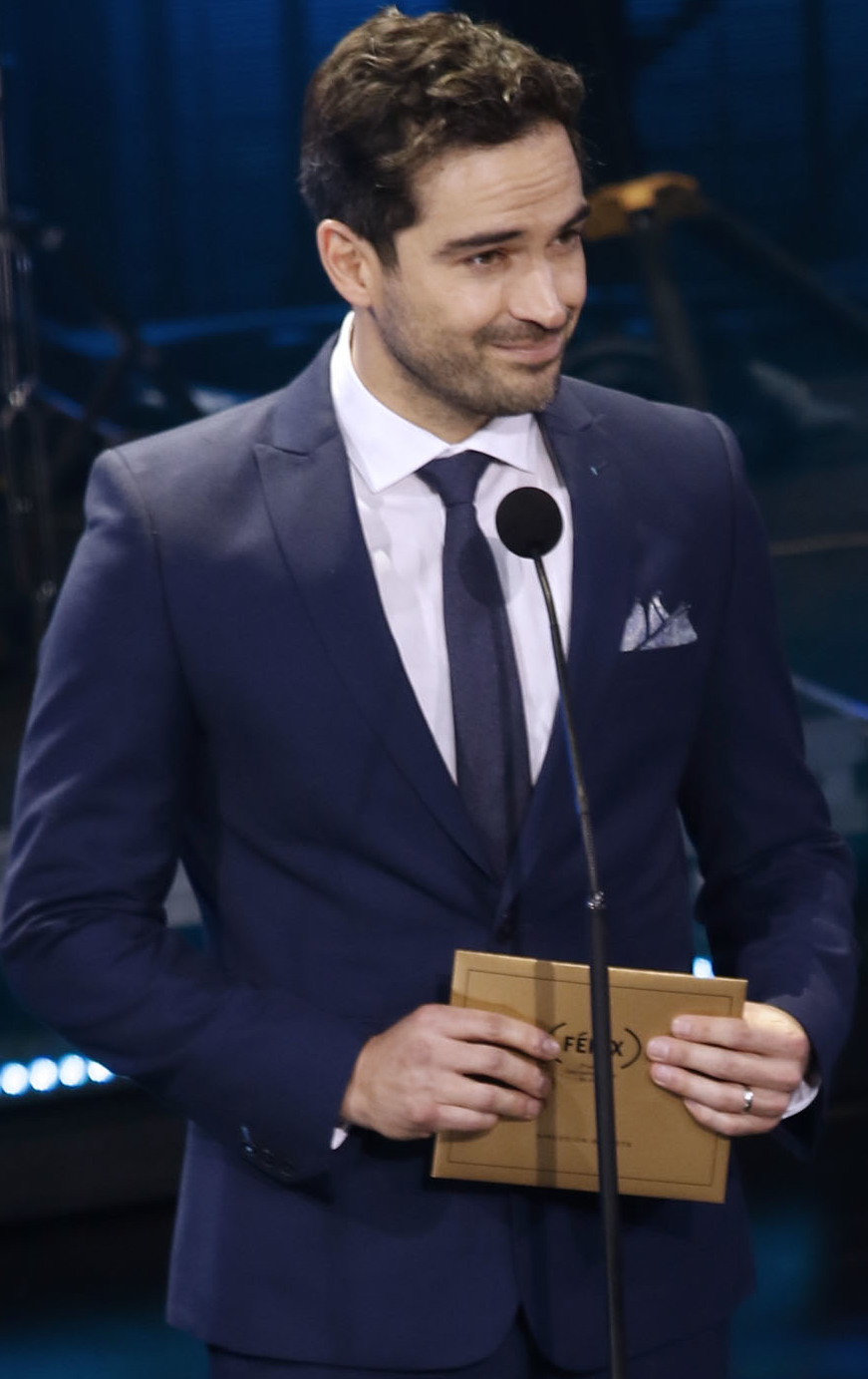
Alfonso Herrera interpreta Miguel Arango.

Tem 17 anos, é corajoso e leal aos seus amigos. É filho de Miguel Arango Saldibar e Elena Arango (Gabriela Bermúdez), e irmão de Loly Arango. Sua vida foi marcada por uma tragédia: a morte de seu pai em um acidente de carro, quando ele tinha 15 anos. Achando que o culpado pela morte do pai é Franco Colucci, vai até a capital em busca de vingança.
Pra isso ele investiga a vida do "inimigo" e descobre que a filha dele, Mia Colucci (Anahí) estuda no Elite Way School. Apesar de já ter terminado o ensino médio, Miguel se candidata como bolsista e consegue se incorporar ao 4º ano, mesma turma de Mia. O objetivo de Miguel é atacar Franco pelo seu ponto fraco, sua filha e faze-la sofrer, porém ele se apaixona por ela, à primeira vista. Ele tenta resistir intensamente a esse sentimento, vendo apenas os defeitos dela, mas, aos poucos, acaba descobrindo a menina doce, sensível, carente, leal e carinhosa que ela realmente é. Isso o faz entrar em conflito entre o seu grande amor por Mia e a vingança pela morte de seu pai.
Miguel é um rapaz de personalidade forte, humilde e protetora. Como Roberta (Dulce María), odeia injustiça e faz de tudo para defender seus amigos, virtudes que criam uma amizade entre os dois. Durante a trama, acaba se envolvendo também com Celina Ferreira (Estefanía Villarreal), Vico Paz (Angelique Boyer), Julieta Braniff (Samantha López) e Luz Viviana Oliver (Malillany Marín).

#### Diego Bustamante Dregh
- Interpretado por: Christopher Uckermann

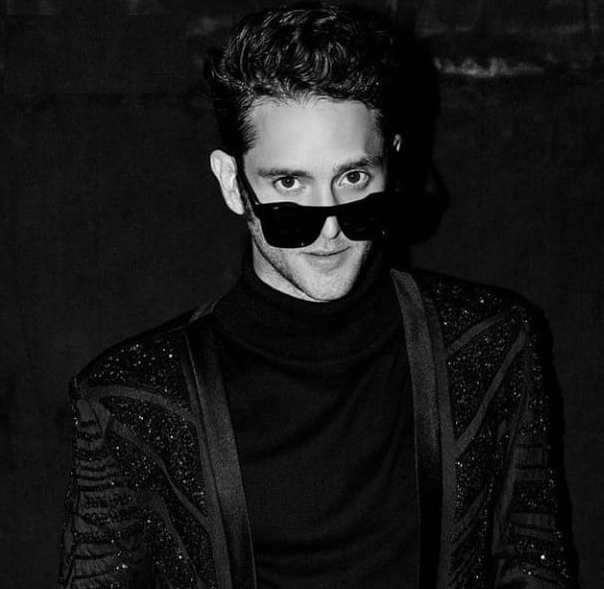
Christopher Uckermann interpreta Diego Bustamante.

Aos 16 anos, é o rapaz mais popular e cobiçado do colégio. É o filho mais novo do político León Bustamante (Enrique Rocha) e de Mabel Bustamante (Cynthia Copelli), e tem dois irmãos mais velhos que foram alunos do Elite Way Schoool. Vindo de uma família rica e ligada ao meio político, Diego foi criado com muitos benefícios, o que o tornou mimado e inconsequente. A princípio aproveita-se da fama e da influência de seu pai para fazer o que quer, o que o torna antipático e arrogante.
Apesar de ser muito mimado pela mãe, seu pai o trata com muito rigor porque espera que ele seja firme, que seja um homem (nas palavras do pai), que tenha a atenção das mulheres e que siga a mesma carreira de León. Isso é o bastante para Diego viver sempre em conflito com seu pai já que não tem liberdade pra fazer o que gosta: música. Vê o canto e a composição como hobby por medo de confrontar o pai, que o vê como seu sucessor natural na política. A veneração que tem por Leon vai caindo por terra quando descobre que seu pai é um homem cruel, mesquinho e egoísta e um político corrupto.
É um dos alunos mais populares do colégio e tem como melhor amigo Tomás (Jack Duarte), até ganhar outro no início da novela, Giovanni (Christian Chávez). Também é grande amigo de Mia (Anahí) devido às personalidades parecidas e à amizade de seus pais. Diego apaixona-se por Roberta (Dulce María), mas a postura independente, desprendida e desbocada da garota chega a assustá-lo um pouco. Os dois vivem um relacionamento entre tapas e beijos, mas aos poucos vão se rendendo ao que sentem um pelo outro.

#### Juan "Giovanni" Méndez López
- Interpretado por: Christian Chávez

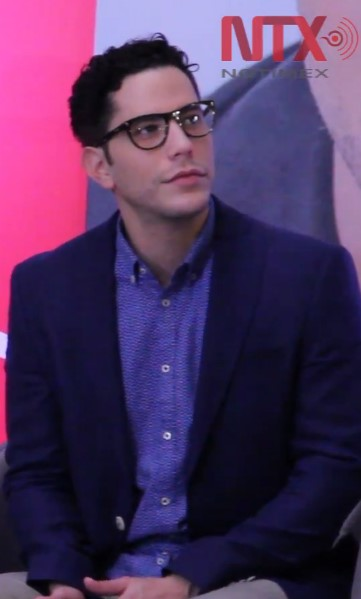
Christian Chávez interpreta Giovanni Méndez.

Tem 16 anos. Seu nome de batismo é Juan, mas, ao chegar ao colégio, mudou para Giovanni por achar seu nome de batismo simples.
Bem-humorado e zombador, Giovanni é esnobe e metido a mulherengo. Tem vergonha dos pais, pessoas de origem simples que enriqueceram ao modernizar o açougue da família, e quando os dois chegam ao colégio apresenta-os como funcionários de sua família, enquanto diz que os pais moram na Europa. Por esse motivo, ou fica no colégio ou vai para a casa de Diego (Christopher Uckermann), seu melhor amigo. No fundo, é um rapaz leal a seus amigos.
Tem um relacionamento breve com Mia (Anahí), que termina quando ela finalmente se acerta com Miguel (Alfonso Herrera), e sofre com esse fim, mas continua sendo um amigo muito dedicado a ela. Com as experiências, acaba aprendendo a valorizar o comportamento sincero e o amor genuíno de seus pais.

#### Victoria "Vick" Paz Millán
- Interpretada por: Angelique Boyer

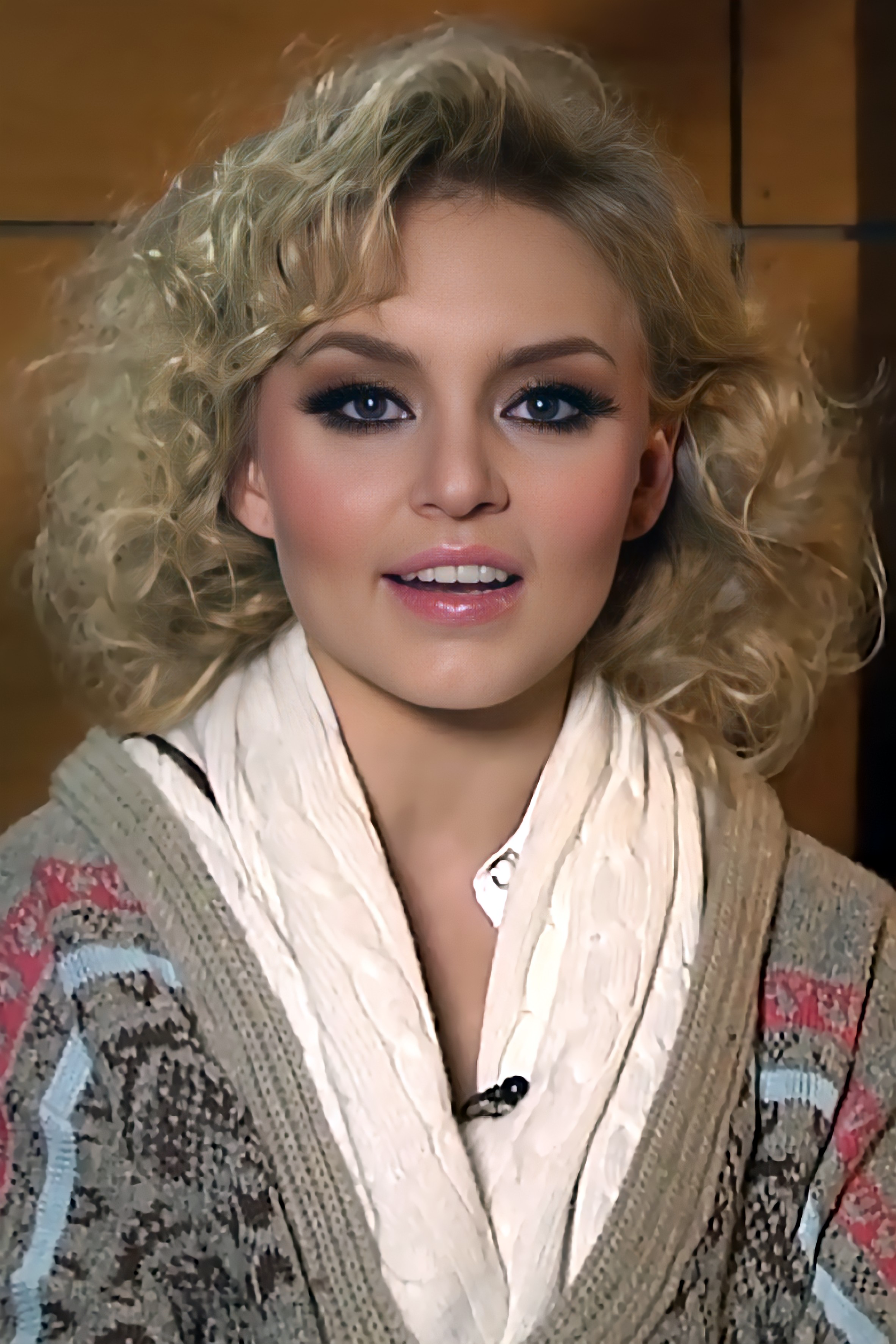
Angelique Boyer interpreta Vick Paz.

É filha de Lisette Millán (Jacqueline Voltaire) e Heitor Paz (Alfonso Iturralde), e irmã de Augusto Paz (Jesús Falcón). Por conta da separação dos pais, vive com a mãe e o irmão, porém, mesmo com a presença dos dois, sofre muito com a solidão devido à indiferença da mãe, à ausência do pai, que não procura pelos filhos, e à agressividade do irmão, que, constantemente, critica o comportamento de Vico.
Ao contrário de casa, no Elite Way School, conta com o carinho das melhores amigas, Mia (Anahí) e Celina (Estefanía Villarreal), fazendo parte do Clube da Mia ou Mia's Club. Ainda para preencher o vazio, tende a se envolver com meninos do colégio que não a levam a sério, o que acaba aumentando sua dor.

#### Josy Luján Colucci
- Interpretada por: Zoraida Gómez

Aos 16 anos, possui um atleticismo natural. É a melhor amiga de Roberta (Dulce María) e Lupita (Maite Perroni), sendo o ponto de equilíbrio entre a ingenuidade da segunda e a rebeldia da primeira. Foi abandonada pelos pais e criada a vida inteira em um orfanato. Tímida, tem gênio forte e pavio curto. Devido a um protetor misterioso, que banca todos os seus gastos, conseguiu uma vaga no Elite Way School e é vigiada de perto pelo inspetor, Gastón (Tony Dalton), que vive sempre infernizando a mesma. Descobre o amor com Téo (Eddy Vilard), mas vivem um relacionamento turbulento, marcado por idas e vindas e rompimentos devido a fofocas da mãe e da ex dele. Terminam se reconciliando no final da 3 temporada. E é  adotada por Franco e alma se tornando  assim irmã de Mia e Roberta.

#### Celina Ferrer Mitre
- Interpretada por: Estefanía Villarreal

A melhor amiga de Mia (Anahí), a quem adora e admira incondicionalmente, e Celina sofre por ser a única cheinha em uma família de pessoas magras. Pressionada pela mãe a perder peso, prefere ficar no colégio a ir para casa nos fins de semana. Adora dançar e cantar e sonha em viver um grande amor, mas é frágil e insegura devido a sua aparência física. Ainda assim, é carinhosa, leal e compreensiva.
Apaixona-se por Miguel (Alfonso Herrera) a primeira vista – um dos motivos que faz Mia (Anahí) guardar segredo de seus sentimentos pelo bolsista – e vive defendendo-o das críticas constantes de Mia. Sua fragilidade e insegurança a tornam um prato cheio para a falsidade de Sol (Fuzz), que finge ser sua melhor amiga para descobrir tudo sobre Mia. Apaixona-se e é correspondida por Max (José Blanchet), de quem engravida.
A atriz Villarreal volta a interpretar a personagem 16 anos depois do fim da telenovela em 2006, na série que leva o mesmo nome da telenovela produzida pela Netflix em 2022, agora como a nova diretora do Elite Way School.

#### Teodoro "Téo" Ruiz Palacios
- Interpretado por: Eddy Vilard

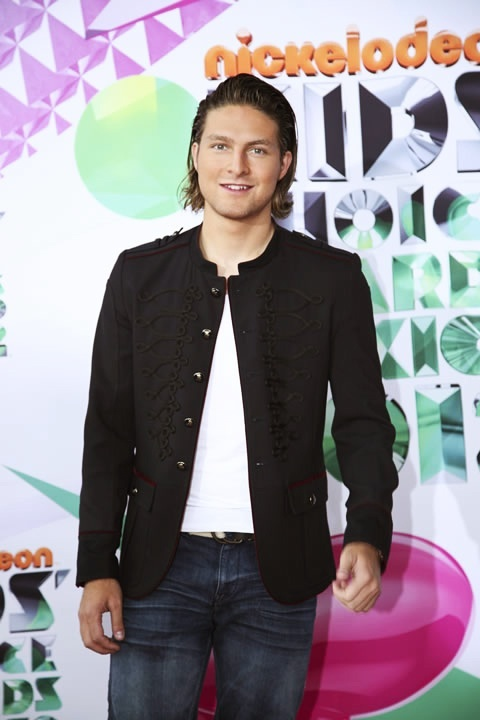
Eddy Vilard interpreta Téo Palacios.

Aluno do 4º ano, é um rapaz fechado, sensível e complexado. Isso porque seus pais, Gustavo (Francisco Avendaño) e Márcia, ainda sofrem intensamente com a morte do primogênito, Inácio, ignorando por completo a existência do caçula. Téo carrega forte culpa pela morte do irmão, sentimento que Márcia faz questão de reavivar acusando o filho de matar Inácio. De saúde frágil, é muito inteligente e leal a seus amigos, Nico (Rodrigo Nehme) e Miguel (Alfonso Herrera). Por amizade a Miguel (e para provar sua coragem a Roberta (Dulce María), em quem estava interessado), entra na seita a fim de desvendar seus segredos, e quase morre nessa empreitada.
Com Josy (Zoraida Gómez), Téo descobre o verdadeiro amor, num relacionamento turbulento, cheio de idas e vindas. Márcia vê com maus olhos o relacionamento do filho com uma jovem que ela considera inferior, e tenta com insistência unir Téo a Raquel (Fernanda Polín), menina rica com parentesco nobre. Raquel fica interessada em Téo apenas porque ele tem sangue nobre por parte de pai. As artimanhas de Márcia e Raquel acabam por separar Téo de Josy, mas sem nunca eliminar por completo o amor que os une. 

#### Pilar Gandía Rosález
- Interpretada por: Karla Cossío

Aparentemente arrogante e prepotente, na verdade é complexada e tem mania de perseguição, achando que os outros alunos a detestam e a ignoram por ser filha do diretor do colégio, Pascoal (Felipe Nájera) e de Galia (Tiaré Scanda).
Por ser a fillha do diretor, não tem muitos amigos porque a maioria dos alunos acha que ela pode delatar qualquer quebra de regra para os pais. Por conta disso, não gosta dos alunos do colégio e sonha em estudar em outro lugar. Rodeada por outras meninas tão arrogantes e prepotentes quanto ela, muda completamente ao ver retribuído seu interesse em Tomás (Jack Duarte). Com esse relacionamento, humaniza-se e aproxima-se dos outros colegas.
Assim como a atriz Estefanía Villarreal, Cossío também volta a interpretar a personagem 16 anos depois do fim da telenovela em 2006, na série que leva o mesmo nome da telenovela produzida pela Netflix em 2022, agora como a mãe da cantora Jana (Azul Guaita).

#### Tomás Goycoléa Cantún Cohen
- Interpretado por: Jack Duarte

Filho de pais ricos de uma família tradicional, é o melhor amigo de Diego (Christopher Uckermann) e Giovanni (Christian Chávez). Cabeça fresca, tranquilo, relaxado, parece não dar importância verdadeira a nada nem a ninguém. Sempre vai na onda dos amigos e seu único objetivo de vida é aproveitá-la ao máximo possível. Vive rodeado por meninas, mas a única que realmente chama sua atenção é Lupita (Maite Perroni). Não sendo correspondido, descobre o amor de verdade com Pilar (Karla Cossío). O relacionamento dos dois torna Tomás mais maduro, e Pilar mais humana.

#### Nicolás "Nico" Huber Ayute
- Interpretada por: Rodrigo Nehme

Nico é o filho único de pais muito ricos que vivem um momento financeiro complicado. É o melhor amigo e colega de quarto de Miguel (Alfonso Herrera) e Téo (Eddy Vilard). Bem-humorado, educado, gentil e romântico. Nico é o primeiro empresário da banda RBD e incentiva a participação de Mia (Anahí) na banda, contra a vontade de Roberta (Dulce María) e Miguel, que preferiam Celina (Estefanía Villarreal). Judeu praticante, tem um casamento arranjado por seus pais com Karen, o qual rompe ao perceber-se verdadeiramente apaixonado por Lupita (Maite Perroni) e correspondido. A paixão por Lupita causa um grande conflito entre Nico e seus pais, que não aceitam a nora por ela ser católica e de família humilde.
Obrigado pelos pais a ir a Israel para estudar, antes de ir casa-se simbolicamente com Lupita, rodeado pelos amigos. Manda muitas cartas para a namorada, mas, como ela nunca as recebe (numa armação de Karen e da mãe de Nico, que extraviam as cartas para Lupita), acredita que foi abandonado por ela. Ao voltar de sua viagem, descobre Lupita envolvida com Santos. Os dois se reconciliam, mas a amizade e o carinho de Lupita para com Santos tornam Nico um rapaz inseguro e ciumento. As brigas entre os dois se tornam constantes, até que, exausta, Lupita dá um fim ao relacionamento e assume que está realmente apaixonada por Santos.

#### Rocco Bezaury
- Interpretado por: Diego Gonzaléz

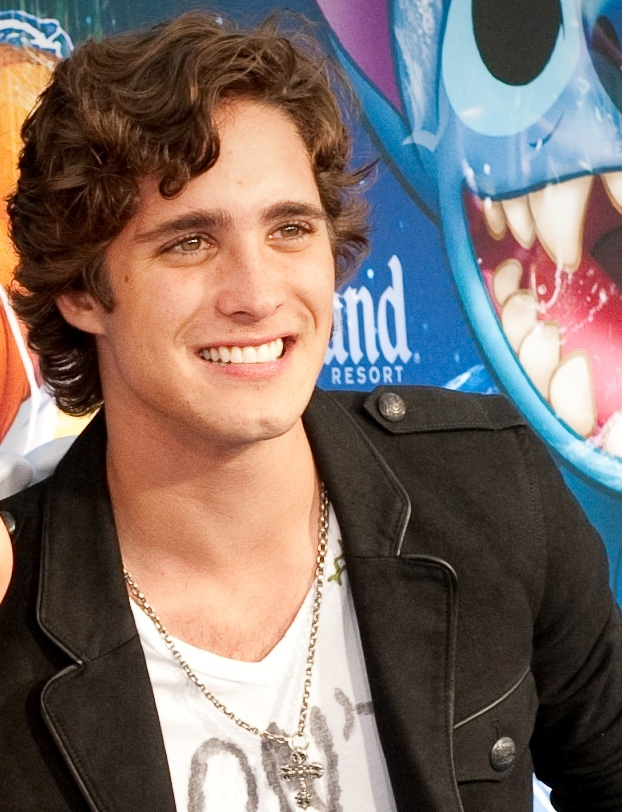
Diego Gonzaléz interpreta Rocco Bezaury.

Aluno do 5º ano, tem 17 anos e um estilo alternativo que se sente superior a tudo e a todos. É muito fechado e reservado, preferindo não se relacionar com os colegas, mas envolve-se em brigas quando apresenta comportamento arrogante. Interessa-se por Vico (Angelique Boyer), e por essa paixão acaba mudando completamente. Seu melhor amigo é sua câmera digital.

#### Diego "Santos" Echague Uchoa
- Interpretado por: Derrick James

Novato, entra aos 18 anos no colégio, é sexy e misterioso e faz um estilo mais de bad boy. Esse comportamento dificulta sua adaptação entre os outros alunos. Só que depois ele se revela e se enturma com os colegas. Lupita (Maite Perroni) é a primeira a lhe dá uma chance, e os dois ficam amicíssimos antes de acabarem se apaixonando. Mas se Lupita, que ainda é fiel a Nico (Rodrigo Nehme), resiste a esse sentimento, Santos o aceita completamente e não desiste de conquistá-lo.
Quando Lupita finalmente se entrega a esse amor e começa a namorar Santos, Nico volta de Israel e desnorteia os sentimentos de Lupita. Ela volta com o ex, mas não corta laços com Santos, de quem continua muito amiga. A proximidade e o carinho entre os dois levam a muitas brigas entre o casal. Santos acaba conquistando o coração de Lupita.

#### Sol de la Riva
- Interpretada por: Fuzz

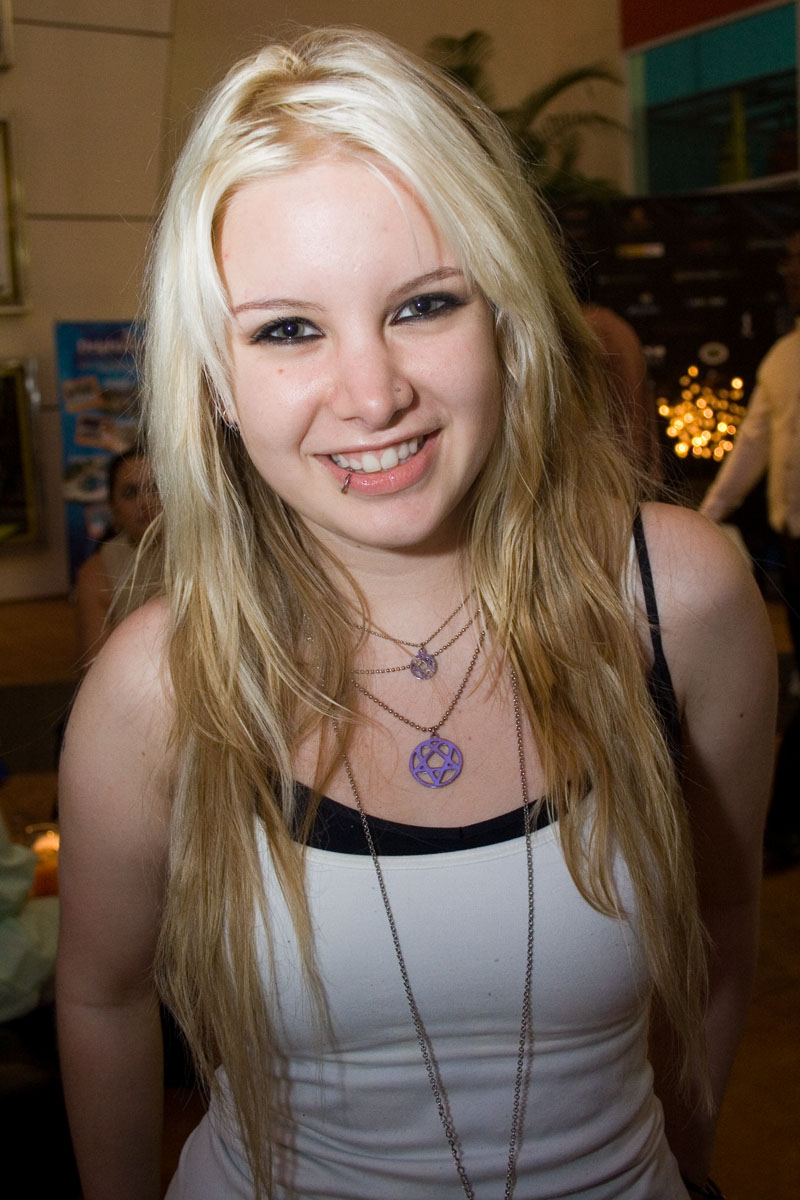
Fuzz interpreta Sol de la Riva.

Aos 17 anos, a loira é internada no Elite Way School por decisão de seus pais, que tentam de todas as formas impedi-la de realizar seu sonho de ser modelo. Invejosa, torna-se inimiga mortal de Roberta (Dulce María) e Mia (Anahí), movendo céus e terras para separar Miguel (Alfonso Herrera) de Mia e Diego (Christopher Uckermann) de Roberta.
A fim de alcançar seus objetivos contra a filha de Franco (Juan Ferrara), finge ser amiga de Celina a fim de descobrir todos os segredos de Mia, mas prova sua falsidade quando faz o possível e o impossível para roubar Max (José Blanchet) de Celina. Quando Sol descobre que Miguel supostamente traiu Mia com Sabrina (Claudia Schmidt), não sossega até que Mia descubra a verdade.
Acredita que realizou seu sonho de ser uma grande modelo quando faz fotos para uma revista, mas acaba humilhada, pois as fotos foram usadas para uma matéria sobre doenças.

### Adultos

#### Alma Rey
- Interpretada por: Ninel Conde

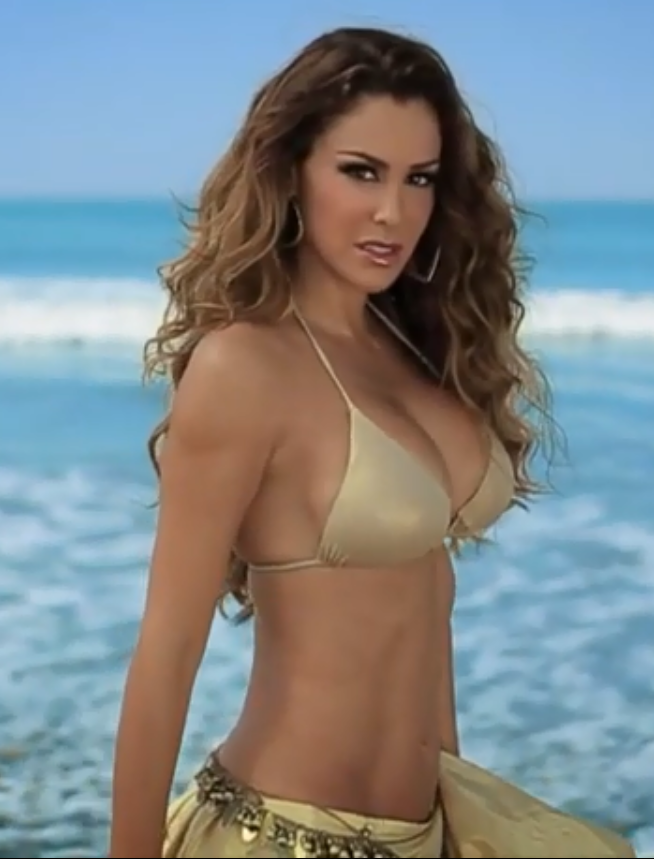
Ninel Conde interpreta Alma Rey.

Mãe de Roberta (Dulce María), é uma famosa cantora country que ama a filha acima de tudo e de todos. Por Roberta, Alma compra as maiores brigas seja com quem for.
Após um breve romance com Martín Otávio Reverte (Lisardo Guarinos), foi mãe na adolescência, o que quase destruiu sua carreira, e viveu um casamento complicado com um empresário chamado Pardo, que registrou Roberta como se fosse sua. Esse casamento infeliz abalou a crença de Alma no amor e a tornou desconfiada com os homens. Tem um relacionamento turbulento com a filha, que tem vergonha da exuberância e da sensualidade da mãe, bem como da criação liberal que recebeu dela, mas é inegável que uma não vive sem a outra. Como a filha, Alma é sincera, esquentada e sem papas na língua. Alma é muito carinhosa com seus fãs e não gosta que a chamem de velha ou de senhora.
Generosa, abre seu coração e sua vida para Mia (Anahí) e para as amigas de Roberta, especialmente Josy (Zoraida Gómez). É Alma quem descobre que a mãe de Mia está viva, e também é ela quem primeiro percebe que Mia e Miguel (Alfonso Herrera) são apaixonados um pelo outro. A princípio tem uma convivência difícil com Franco (Juan Ferrara), o pai de Mia, que a vê como uma péssima influência para sua filha, mas os dois acabam se apaixonando e formando uma família feliz ao lado de Mia, Roberta e Josy, a quem adotam juntos.

#### Franco Colucci
- Interpretado por: Juan Ferrara

Importante empresário da moda internacional, workaholic, elegante e sensato, é pai solteiro de Mia (Anahí), a quem adora e a quem criou sozinho, com todos os mimos e paparicos. Internou Mia no Elite Way School visando protegê-la do mundo superficial e vazio no qual circula.
Tem verdadeira adoração pela filha, mas devido a suas obrigações profissionais passa pouquíssimo tempo com ela. Foi abandonado pela esposa, Marina (Nailea Norvind), uma cantora famosa que era viciada em drogas e fugiu com o vocalista da banda que fazia parte, e para poupar Mia desse sofrimento disse a ela que a mãe morreu. Devido a esse trauma, opõe-se à participação de Mia na banda RBD e ameaça mandá-la para a Suíça se ela insistir em continuar cantando. Simpatiza de imediato com Miguel (Alfonso Herrera), em quem confia para cuidar de Mia, vigiá-la e protegê-la dentro do Elite Way School, sem saber que o rapaz (injusta e erroneamente) o culpa pela morte de seu pai.
Tem uma convivência complicada a princípio com Alma Rey (Ninel Conde), a única pessoa, além de Mia, que tem a capacidade de tirá-lo do sério por completo. Mas, com o tempo e a convivência, acabam se apaixonando.

#### León Bustamante
- Interpretado por: Enrique Rocha

Pai de Diego (Christopher Uckermann) e marido de Mabel (Cynthia Copelli), é um político influente e respeitado, cuja camada de polidez e educação esconde um homem machista, mesquinho, autoritário, rígido e agressivo e um político corrupto. Acostumado com o poder e a ver todas as suas ordens obedecidas sem questionar, é muito exigente com o  filho, a quem vê como seu sucessor natural na política. Opõe-se ao sonho de Diego de seguir carreira na música e ao relacionamento do filho com Roberta (Dulce María), a quem critica por ser filha da exuberante e sensual Alma Rey (Ninel Conde).

#### Mayra Fernández
- Interpretada por: Leticia Perdigón

irmã de Rosa Fernández (Xóchitl Vigil) e tia de Lupita (Maite Perroni) e Dulce (Siny). Também é tutora de Miguel (Alfonso Herrera) no início da novela. Era dona de um salão de beleza, mas vende o negócio para abrir uma cantina no Elite Way School com a intenção de ficar mais próxima de sua sobrinha. É conhecida por falar muito, ser fofoqueira e se intrometer na vida dos outros, sempre dando suas opiniões.

#### Pascoal Gandía Rosález
- Interpretado por: Felipe Nájera

Diretor do Elite Way é casado com Galia (Tiaré Scanda) e pai da aluna Pilar (Karla Cossío), faz de tudo para manter seu cargo, inclusive bajular pessoas importantes e cometer injustiças que o mandam fazer. No fundo, é um bom homem e gosta dos alunos, apesar de pegar no pé de todos o tempo inteiro.

#### Gastón Diestro
- Interpretado por: Tony Dalton

Inspetor do Elite Way agora além desse cargo também é o novo professor de educação física e por isso aproveita para esgotar os bolsistas, principalmente Miguel (Alfonso Herrera). Adora atormentar Josy (Zoraida Gómez) e faz da vida dela impossível. É detestado por todos os alunos do colégio por ser insuportavelmente arrogante. Tem uma vida misteriosa e um grande segredo envolvendo o porquê de estar no colégio. No final, ele é tutor e irmão de Josy e acaba morrendo. Se envolve amorosamente com Mia (Anahí).

#### Enrique Madariaga
- Interpretado por: Patricio Borghetti

Professor de ética do Elite Way tem uma história de vida sofrida e é um homem jovem, porém muito sábio e gentil. É considerado pelos alunos o melhor professor que o colégio já teve por ter um método diferente de tratá-los, está sempre tentado fazer com que eles se expressem e que ajam da maneira que eles são, coisa que não agrada alguns dos outros professores e muito menos a direção do colégio. Acaba tendo conflitos com a nova professora de matemática, na primeira temporada, Renata (Grettell Valdéz), que é filha do presidente da comissão estudantil do colégio, mas a implicância, no fundo, é amor. Sai do colégio no fim da primeira temporada, mas volta na terceira.

## Personagens recorrente

### Introduzidos na primeira temporada
- Antonio Sainz como Isaac Ucola dos Santos: entra no colégio no meio de uma guerra pelo grêmio estudantil, ficando dos dois lados sem que ninguém percebesse. Ajuda Diego a boicotar Roberta, mas se arrepende pois fica interessadíssimo nela. Persistente, consegue ficar amigo de Roberta e, por fim, namorá-la; contudo, o romance dura pouco já que a proximidade de Roberta e Diego o deixa inseguro, exacerbando seu ciúme. Mesmo apaixonado pela filha de Alma, Isaac guarda dela um grande segredo: já está noivo de uma menina chamada Paloma.
- Michael Gurfinkell como Joaquín Mascaro: rico, bonito e atlético, aos 19 anos causou verdadeira comoção entre as meninas, pois dava em cima de todas. Envolveu-se simultaneamente com Roberta e Mia, visando tirar a virgindade de ambas. Miguel até conseguiu afastá-lo com sucesso de Mia por algum tempo, alegando que Franco, o pai superprotetor de Mia, na verdade era um traficante que ia matar Joaquín por ele se envolver com sua filhinha. Desmascarado por Roberta e Mia, envolveu-se com Pilar, com quem acreditou que ia ter um filho. É uma das más influências sobre Vico após o abandono da mãe dela, tornando-se seu traficante. O uso e o tráfico de drogas dentro do colégio acabam motivando sua expulsão.
- Fernanda Polín como Raquel Sender Ramos Byron: aos 17 anos, Raquel é aluna do Elite Way School. Ajuda Mia a separar Miguel de Julieta, fingindo que é perdidamente apaixonada por ele e, em troca, recebendo a ajuda de Mia para ficar com Tomás. Raquel acha-se melhor que os outros alunos por ser parte da poderosa família Byron. Quando descobre que Téo também tem parentesco com a realeza, alia-se à mãe dele para separá-lo de Josy. Alvo das piadas e caçoadas de Josy e Roberta, alia-se a Pilar, Sol e Jacqueline para destruir o Clube da Mia. Essa aliança vai por água abaixo quando vira-se contra Pilar e Sol.
- Aitor Iturrioz como Esteban Nolasco: inspetor do colégio apenas na primeira temporada. Esteban é um seguidor fiel de Pascoal Gandía. Gosta de manter os alunos na linha, mas não é muito exigente, e um tanto atrapalhado. Protagoniza cenas cômicas na novela. Chega a ser demitido por Pascoal injustamente, mas o dono do colégio o manda aceitá-lo de volta. Dessa vez, Esteban inexplicavelmente passa a perseguir e atormentar Josy. Sua perseguição a Josy é descoberta pelos alunos, e, ao ser denunciado por Madariaga, o inspetor é demitido novamente. Porém descobre-se que estava naquele colégio porque foi contratado por o irmão de Josy : Gastão Diestro.
- Cynthia Copelli como Mabel Bustamante: é a esposa de León Bustamente e mãe de Diego. Enquanto traía Leon ele fazia o mesmo. No último capítulo da primeira temporada ele a manda embora para que nunca mas veja o filho. Leon faz Diego acreditar que a mãe os abandonou fugindo com um homem e acaba deixando o filho contra ela mandando e-mails falsos fingindo ser sua mãe. Mas com a ajuda de Roberta, Mabel volta no último episódio da 3ª temporada, deixando Diego feliz e emocionado por ver a mãe de novo.
- Lourdes Canale como Hilda Acosta: professora de História do Elite Way. É uma professora geniosa e difícil de lidar, mas é uma ótima pessoa. Tem uma história de amor sofrida que poderia ser consertada, se não tivesse acontecido uma tragédia com o noivo. Gosta de se meter e estar por dentro de tudo o que acontece no colégio. Acaba indo viver na casa de Alma Rey que agora a trata como se fosse uma mãe.
- María Fernanda García como Alice Salazar: secretária do Elite Way, não tem muita sorte com o amor apesar de ser uma mulher atraente. Vive por dentro de tudo que acontece no colégio e é usada ingenuamente pelos alunos. Adora escutar conversas atrás das portas e por isso fica sabendo de várias coisas que ocorrem no colégio.
- Tiare Scanda como Galia Rosales de Gandía: professora de inglês do Elite Way, é esposa de Pascoal e mãe de Pilar. Gosta muito dos dois, mas seu convívio com Pascoal não anda muito bem e surgem muitas brigas.

### Introduzidos na segunda temporada
- Allisson Lozz como Bianca Delight: aos 14 anos, é extremamente insegura, graças às exigências quase inatingíveis de sua mãe para com seu comportamento. A convivência com Augustina e, especialmente, com a problemática Lola, tem influência relativamente positiva sobre Bianca, tornando-a mais confiante e corajosa, o que a leva a enfrentar a mãe. Bianca nem sempre concorda com as armações de Lola contra Lupita, mas por lealdade acaba ajudando a amiga. Parecia interessada em Rocco, mas desenvolvem uma relação de amizade.
- Viviana Ramos como Dolores "Lola" Fernández Arregui: aos 14 anos, é meia-irmã de Lupita, filha do pai dela com a segunda esposa. Os pais matriculam a filha, geniosa, mimada e problemática, no Elite Way School, na esperança de que a convivência com a irmã mais velha acabe sendo uma influência positiva sobre ela. Doce ilusão: Lola nutre profunda raiva pela irmã, a quem inveja por ser adorada e querida por todos. Está naquela fase em que se considera mais adulta e madura do que realmente é. Logo ao chegar no colégio, apaixona-se por Santos. Ele estar apaixonado por Lupita só agrava a rivalidade de Lola com a irmã. Com Bianca e Augustina, torna-se fiel aliada de Sol em suas armações contra Lupita, Roberta e Mia. Aos poucos, porém, a doçura e o carinho de Lupita acabam por conquistar Lola, que se sente perdida ao descobrir que na verdade é filha adotiva de seus pais. Depois de uma grande decepção com Diego, por quem estava apaixonada e que na verdade só estava usando-a para esquecer Roberta, Lola apaixona-se por Dante e é correspondida.
- Georgina Salgado como Augusta "Augustina" Lauman Medeiros: melhor amiga de Lola e Bianca, Augustina é a adolescente típica, romântica, que nutre o sonho de encontrar o amor verdadeiro. Atrás desse objetivo, chega a tornar-se obsessiva. Como Lola, prefere namorar garotos mais velhos, e conquista Giovanni dando-lhe presentes caros. No final, ela acaba ficando com Isaac.
- Nailea Norvind como Marina Cárceres: mãe de Mia e ex-mulher de Franco. Acredita-se que morreu quando a filha ainda era pequena, mas não é verdade. Na verdade, Marina era uma famosa cantora internacional que tornou-se viciada em drogas e desapareceu da vida do marido e da filha. Para evitar o vexame e poupar a filha de mais sofrimentos, Franco inventa para Mia que Marina morreu e dá sumiço a todos os pertences de Marina. Marina volta inesperadamente quando Mia já é adolescente, após longo e difícil tratamento contra as drogas, e procura Franco na intenção de retomar o contato com a filha, mas Franco resiste a isso, por não querer ver a filha sofrer. Por coincidência, Mia e Marina acabam se conhecendo por acidente em um café e se tornam amigas. Alma é quem primeiro descobre a verdadeira identidade de Marina e vai ter certeza de que a ex-mulher de Franco não voltou só por causa da filha, mas também por causa dele.
- Claudia Schmidt como Sabrina Guzmán: mais velha e experiente do que os integrantes da RBD, Sabrina é a única filha do produtor do RBD. Obcecada por Miguel, usa a banda e as conexões de seu pai para se aproximar do rapaz e separá-lo de Mia. Sabrina é um furacão na vida do casal, causando brigas constantes entre Miguel e Mia, que pressente as intenções escusas da concorrente com seu namorado e fica insegura. Numa briga de Miguel e Mia, deixa Miguel embriagado e finge que os dois foram para a cama, usando esse segredo para prendê-lo consigo. Conta tudo sobre a suposta traição a Sol, na esperança que chegue aos ouvidos de Mia. Essa suposta traição é a gota d'água para Mia, que, apesar de ainda amar loucamente Miguel, não confia mais nele e termina o relacionamento. Miguel acaba descobrindo toda a verdade e confronta Sabrina, que tenta convencê-lo que o ama mais do que Mia. Na briga, Jack descobre o que a filha aprontou e, para castigá-la (não é a primeira vez que Sabrina fica obcecado por um artista da gravadora do pai), manda a filha de volta à Boston.
- Michelle Renaud como Jaqueline "Jaque" Peneda: melhor amiga de Pilar, Raquel e Sol, forma com elas um grupinho rival ao de Mia, Vick e Celina. Juntas, as quatro vivem infernizando a vida das inimigas. É uma aluna novata do 5º ano.
- Grisel Margarita como Anita: Tem 19 anos e trabalha na cantina do Elite Way. Trabalha muito para conseguir dinheiro para ajudar sua família. Apesar de não a acharem bonita é muito inteligente. Gosta de Tomás mas não tem muita esperança, já que acha que o garoto só tem olhos para Sol.

### Introduzidos na terceira temporada
- Mike Biaggio como Xavier Alanis: enteado de Leon Bustamante, é o filho que ele pediu a Deus: age como o filho ideal na frente da mãe, mas por trás mostra sua verdadeira personalidade, ardilosa e manipuladora. Apaixona-se perdidamente por Roberta logo que a conhece e tenta conquistá-la de todas as formas, ainda mais depois que descobre que o irmão de criação também é apaixonado por ela. Xavier e Diego vivem disputando a atenção da filha de Alma, que cede às investidas de Xavier, mas termina o relacionamento quando descobre que o namorado não é nada como a pessoa que mostrou ser. Para se vingar das armações de Xavier, os meninos roubam as lingeries das meninas e as colocam no armário dele. Giovanni liga para o pai de Xavier e o convence de que os dois têm um romance, o que leva o furioso Sr. Alanis a tirar o filho do Elite Way e levá-lo consigo para sua cidade de origem.

## Participações especiais

### Introduzidos na primeira temporada
- Pedro Weber como Peter: chofer e mordomo de Franco, é considerado pelo empresário e por Mia como se fosse da família, pois trabalha com os Colucci há muitos anos e ajudou Franco a criar a filha desde a infância. Peter é uma grande referência para a garota e faz de tudo por ela, inclusive desencavar a foto de Marina, a mãe de Mia, do lugar onde Franco a escondeu há muitos anos.
- Manola Díez como Josefina "Pepa": assistente de Alma sabe tudo da vida da chefe e faz tudo por ela. Adotou o menino Marcelino e passou a se dedicar mais a ele, a partir da segunda temporada.
- Liuba de Lasse como Catarina: também chamada de Cata, trabalha na cantina com Mayra, e vive ajudando a turma do Elite Way em seus rolos, problemas e confusões. É substituída por Anita.
- Dylan Obed como Marcelino: é irmão mais novo de Urso, um ladrão que bateu em Diego e foi preso por León Bustamante. O menino fica sozinho nas ruas, até que Roberta descobre e passa a cuidar dele. Ela acaba se apegando muito ao menino e ele a ela, e arranja um esconderijo para ele perto do colégio. Quando ele é descoberto, Pepa acaba adotando o menino. Depois de um tempo seu irmão mais velho (Urso) foge da cadeia e leva Marcelino junto para o ajudar nos roubos, mas logo ele é resgatado.
- Beatriz Shantal como Paola: antiga amante do político Léon Bustamante, se envolve com Diego após ser paga pelo pai do garoto para ter relações com o filho virgem. Ela acaba se apaixonando de verdade por ele, fazendo-o esquecer de seus sentimentos por Roberta, mas é deixada de lado após ele descobrir verdade sobre ela.

### Introduzidos na segunda temporada
- Rafael Inclán como Guillermo Arregui: amigo de infância de Franco, e veio pedir para morar com o amigo, mas acaba se apaixonando por Alma gerando muitas desavenças com seu amigo. Também é um grande apoio para Mia e para Roberta que o admiram muito.
- Lisardo Guarinos como Octavio Reverte/Martin Reverte: é o professor de Artes do Elite Way a partir da segunda temporada, mas o seu cargo vem com um segredo que muda a vida de uma importante aluna da escola. É o verdadeiro pai de Roberta.
- Rocío Cárdenas como Fátima Díaz: professora de natação do Elite Way, por ser muito bonita, atrai todos os meninos do colégio, provocando inveja nas meninas. Vive em guerra com Alma por disputarem o posto de professora de torcida. Acaba se envolvendo com Gastão.
- Eugenio Siller como Luciano Mendoza: é um rapaz de rua que Josy encontrou e pediu para que se passasse por seu namorado. Acaba se apaixonando pela garota, e se torna uma grande influência para ela. Começa a trabalhar na empresa onde Gastão também trabalha para conseguir informações sobre ele, mas acaba sendo forçado a desaparecer.

### Introduzidos na terceira temporada
- Mauro Mercado como Walter: treinador do colégio Latino-Americano que usará Alice para conseguir informações sobre o treinamento dos garotos do Elite Way. Usa várias trapaças para fazer o time de seu colégio ser vitorioso.
- Monique Vargas como Paloma Torres: é a namorada de Isaac. Namoram desde crianças pois o relacionamento entre eles é conveniente para os pais, apesar de Isaac não gostar dela, ela o ama e se torna muito obsessiva. Não tem ideia de que Isaac a engana com Roberta.